# Ban Salavangkhang
Ban Salavangkhang – wieś położona w południowo-wschodnim Laosie, w prowincji Attapu, w dystrykcie Xaysetha.